# Erik Christian Clemmensen
Erik Christian Clemmensen (* 1876 in Odense; † 21. Mai 1941) war ein dänisch-US-amerikanischer Chemiker.

## Leben
Clemmensen studierte an der Polytechnischen Hochschule in Kopenhagen. Er emigrierte 1900 in die USA und war in der pharmazeutischen Industrie tätig (Parke, Davis and Co.). Dort entdeckte er 1913 die nach ihm benannte Clemmensen-Reduktion. Für die Entdeckung erkannte ihm die Universität Kopenhagen den Doktorgrad zu. 1914 war er einer der Mitgründer der Commonwealth Chemical Corporation, die 1923 mit den Mathiesen Alkali Works fusionierten und nach einem Brand 1929 von Monsanto übernommen wurden. Clemmensen arbeitete dort über organische Phosphate und Thiophosphate. 1933 gründete er die Clemmensen Chemical Corporation.